# 布洛洛縣
7°11′58″S 146°38′13″E / 7.1994°S 146.6370°E
布洛洛縣（英語：Bulolo District），是巴布亞新畿內亞的縣份之一，位於新畿內亞島東部，由莫雷貝省負責管轄，首府設於布洛洛，面積7,180平方公里，2011年人口101,568，人口密度每平方公里14人。